# Tadayuki Okada
Tadayuki "Taddy" Okada 岡田忠之, Okada Tadayuki (Ibaraki, 13 de fevereiro de 1967) é um ex-motociclista do Japão.
Teve sucesso competindo na MotoGP (categoria 500 cc) entre 1996 e 2000, tendo como melhor resultado o vice-campeonato na temporada de 1997. Correu também nas 250cc, sempre ao serviço da Honda, obtendo outro vice-campeonato como sua melhor posição final, em 1994.
Abandonou a MotoGP depois do GP da Austrália de 2000, onde terminou em 9º lugar. Teve ainda uma passagem pelo Campeonato Mundial de Superbike em 2001.
Retornou à MotoGP em 2008 para disputar o GP da Itália, terminando em 14º lugar. Após a prova, Okada encerrou definitivamente sua carreira de piloto.
Em 13 temporadas, Okada somou 1.250 pontos, fez 7 poles, conquistou 6 vitórias, esteve no pódio em 36 oportunidades e 8 voltas mais rápidas.